# Paratomapoderus kivuensis
Paratomapoderus kivuensis is een keversoort uit de familie bladrolkevers (Attelabidae). De wetenschappelijke naam van de soort werd in 1934 gepubliceerd door Hustache.